# 钱江三桥

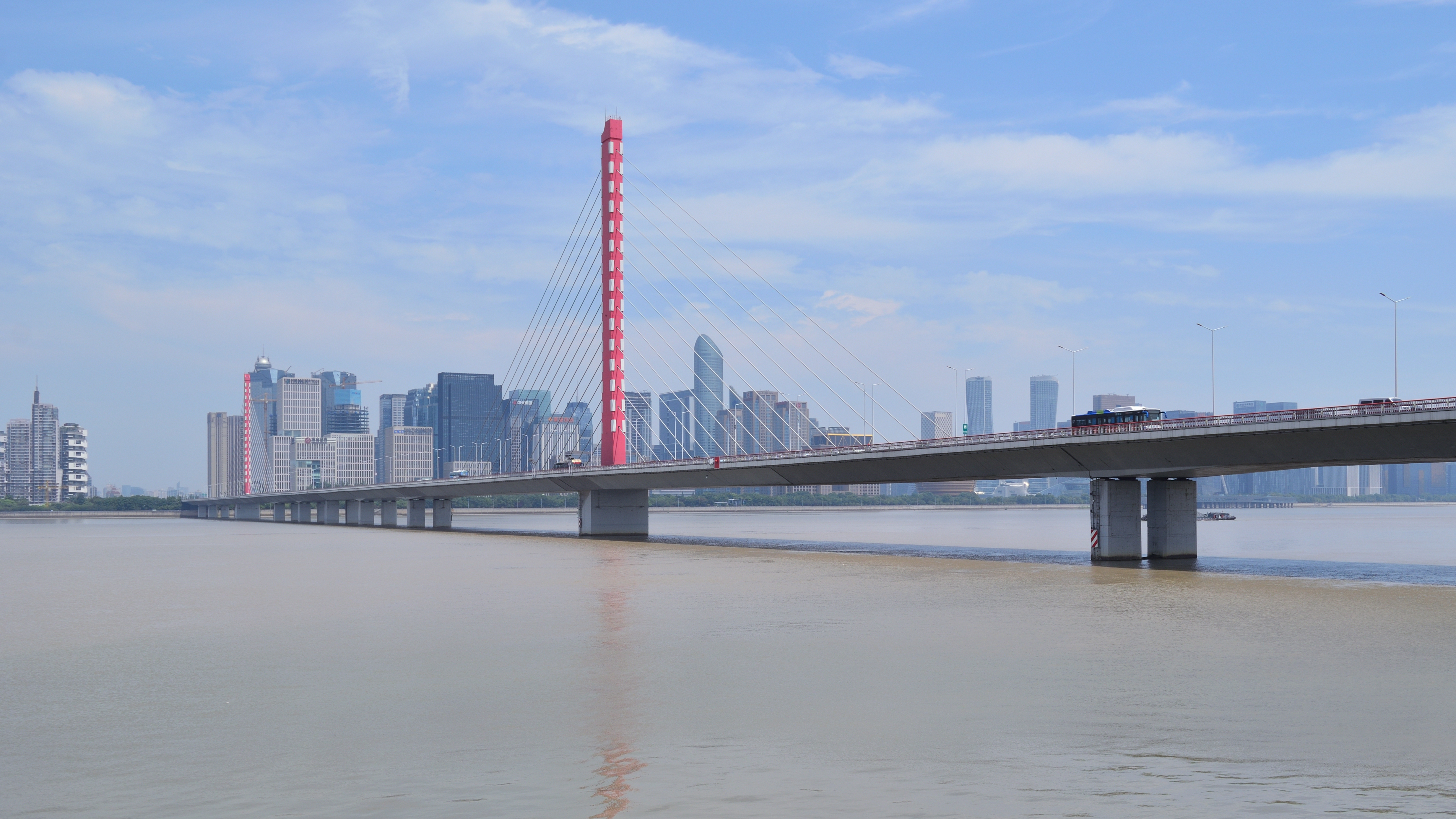
从南岸西侧（西南方）看三桥

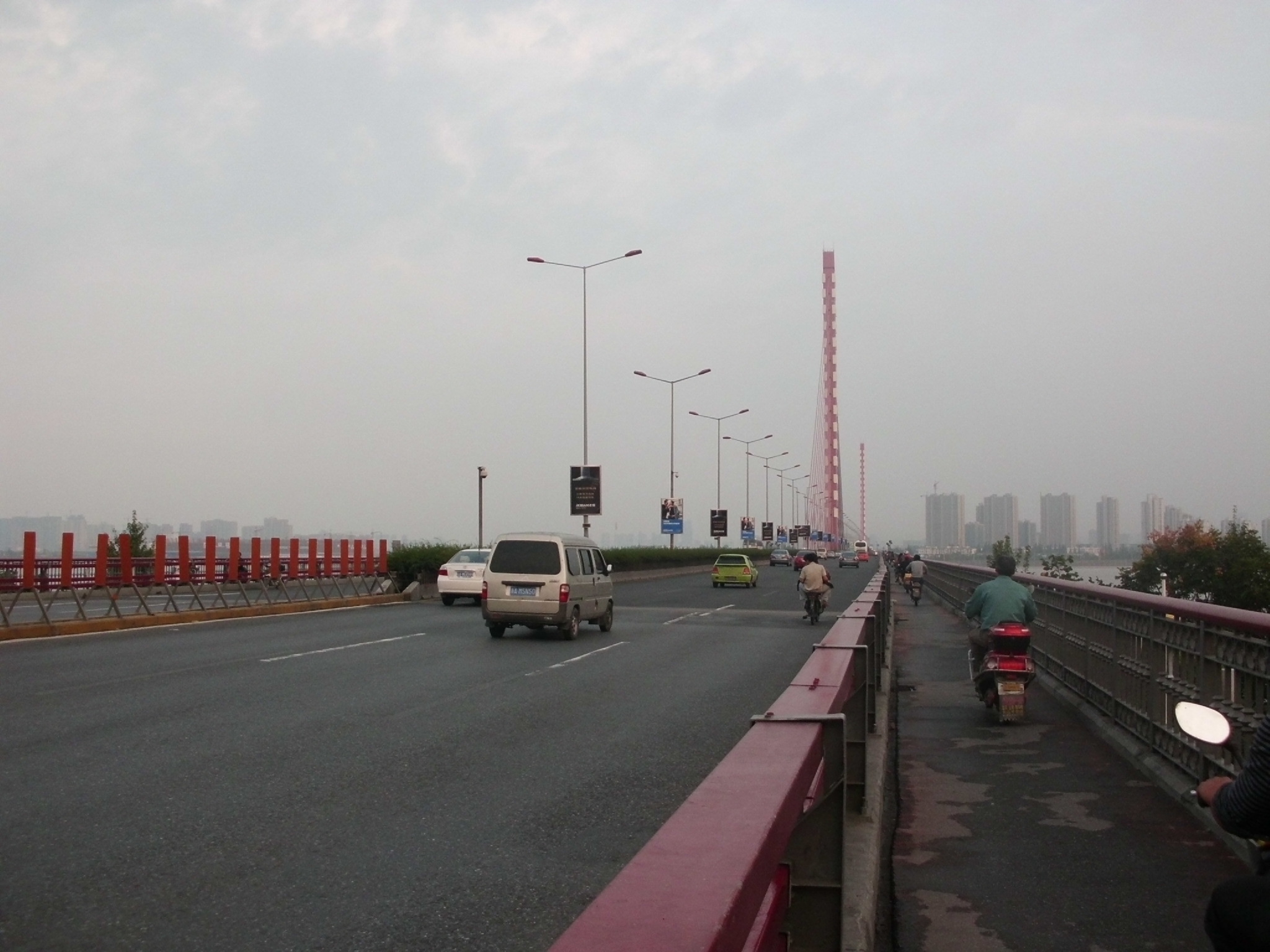
桥面

钱江三桥，又称西兴大桥，是杭州市一座跨钱塘江双独塔等跨斜拉索大型桥梁。总长5700米，主桥1280米，南北高架引桥4420米，双向6车道。

## 简介
位于杭州钱江四桥与博奥隧道之间。连接杭州市北部的上城区与南部的滨江区与萧山区。是杭州市区通往萧山国际机场的重要通道。西兴大桥得名于滨江区西兴街道。管理单位是杭州恒基钱江三桥有限公司。

## 历史
钱江三桥于1993年奠基，1996年竣工，1997年1月28日通车，可以通行120吨以下的货车。该桥由同济大学设计，主桥施工单位是湖南路桥建设集团，引桥施工单位是包括浙江省水电建设集团在内的多家公司。2004年1月1日，大桥取消收费。2005年开始禁止一切货车通行，以保障桥梁的安全。
2011年7月15日，南端引桥桥面部分塌落，出现一个长20米，宽1.5米的缺口。一辆满载钢板的重型半挂车从桥面坠落，又将下匝道砸塌，司机跳车受伤。
为迎接G20杭州峰会，2015年11月起，三桥开始全面实施“两化一治”（美化、亮化及设施类的整治）提升改造工程，原计划2016年4月底前改造工程全部完成，后来延期到6月底完工，7月投入使用。

## 未来发展
钱江三桥目前设计通行能力5.5万辆，但由于临近钱江新城及秋石高架路，目前日交通承载量平均达15万辆，高峰期达17万辆，属于超负荷运行。且桥梁净空高度不符合三级航道的通航要求，需要同步进行抬升。改造工程将拆除原先的旧桥，并在原址重新建设新桥。改造后的新桥外观沿用老桥风格，但分为上下两层，共有12个车道。上层为双向八车道，为城市快速路，设计时速80千米；下层为双向四车道，属于城市主干道，设计时速60千米。下层两侧设有人行道和非机动车道的桥上慢行系统，慢行系统宽度由单侧1.5米拓宽至7米，改善出行条件。工程于2024年11月29日开工，2025年四季度进行主体施工，2027年完成。